# Cornelis van Haarlem
Cornelis Cornelisz. van Haarlem (ur. 1562 w Haarlem, zm. 11 listopada 1638 tamże) – niderlandzki malarz i rysownik; przedstawiciel manieryzmu.

## Życiorys
Jego pierwszym nauczycielem był Pieter Pietersz. (starszy), później naukę kontynuował w Rouen i Antwerpii u Gillisa Coigneta. Malował portrety, obrazy o tematyce biblijnej i mitologicznej (Uczta bogów, Adam i Ewa). Wspólnie z Hendrickiem Goltziusem i Karelem van Manderem założył Akademię haarlemską, pierwszą holenderską akademię sztuki. W 1630, wraz z kilkoma innymi artystami, sporządził nowe regulacje dotyczące gildii św. Łukasza, unowocześniając jej średniowieczną organizację i podnosząc status artystów.
Największe zbiory prac Cornelisa van Haarlema posiadają Muzeum Fransa Halsa w Haarlemie, Rijksmuseum w Amsterdamie, Luwr w Paryżu i Ermitaż w Petersburgu.
W Polsce znajduje się kilka obrazów Cornelisa van Haarlem, w tym Chrystus zmartwychwstały z krzyżem i kielichem eucharystycznym (ok. 1591) w Muzeum Narodowym w Warszawie.

## Galeria

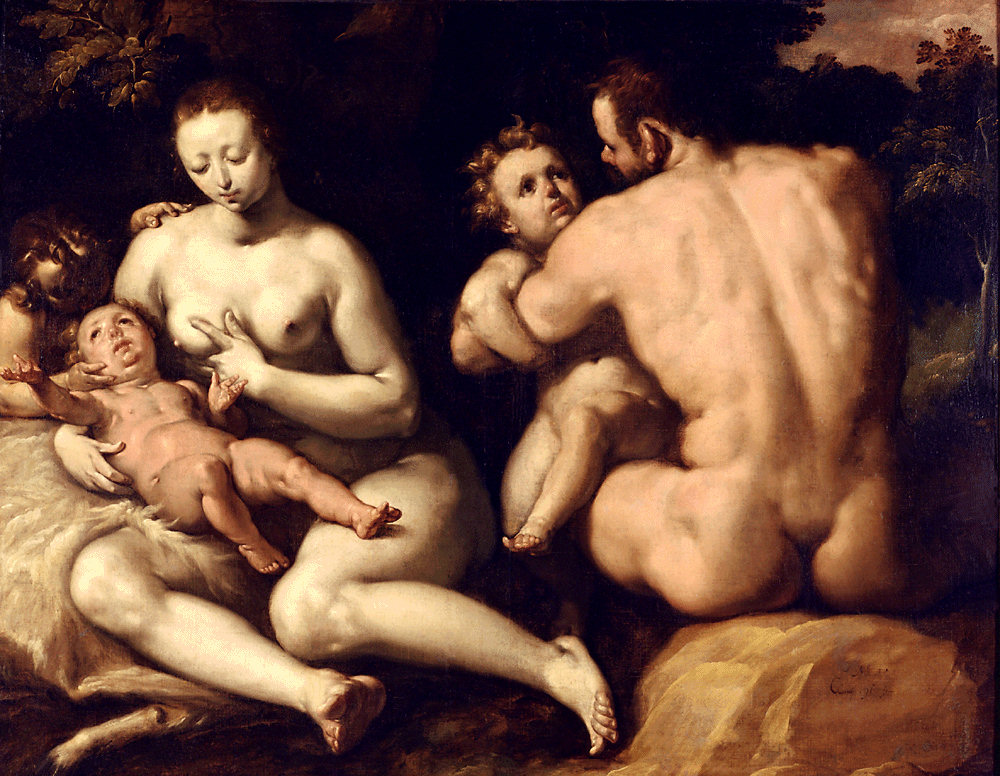
Pierwsza rodzina (lub Noe z rodziną) (1589)
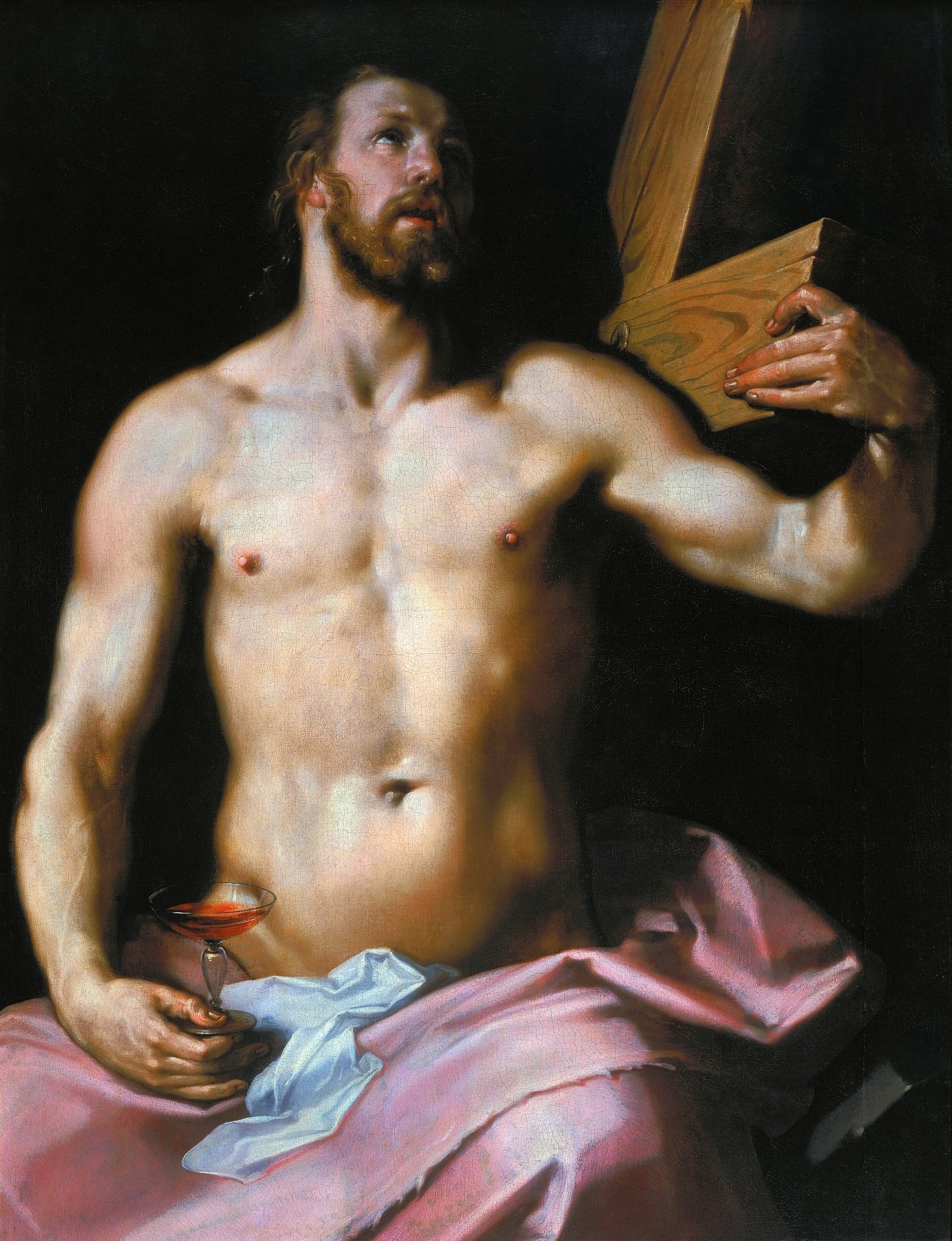
Chrystus z krzyżem i kielichem (1591)
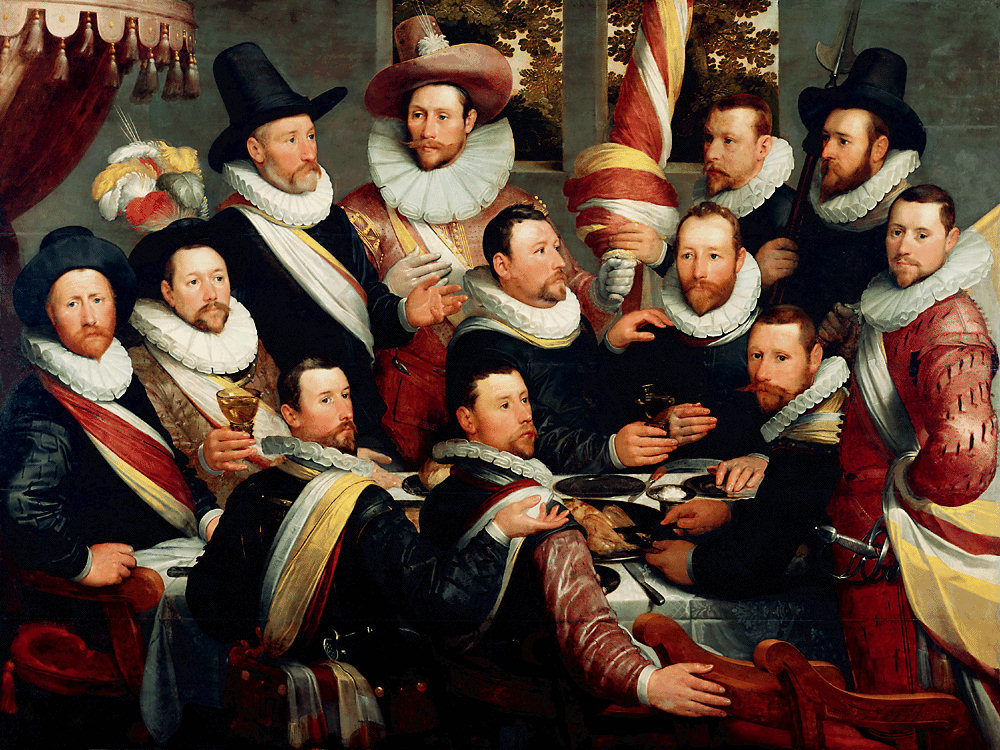
Bankiet oficerów kompanii św. Jerzego, (1599)
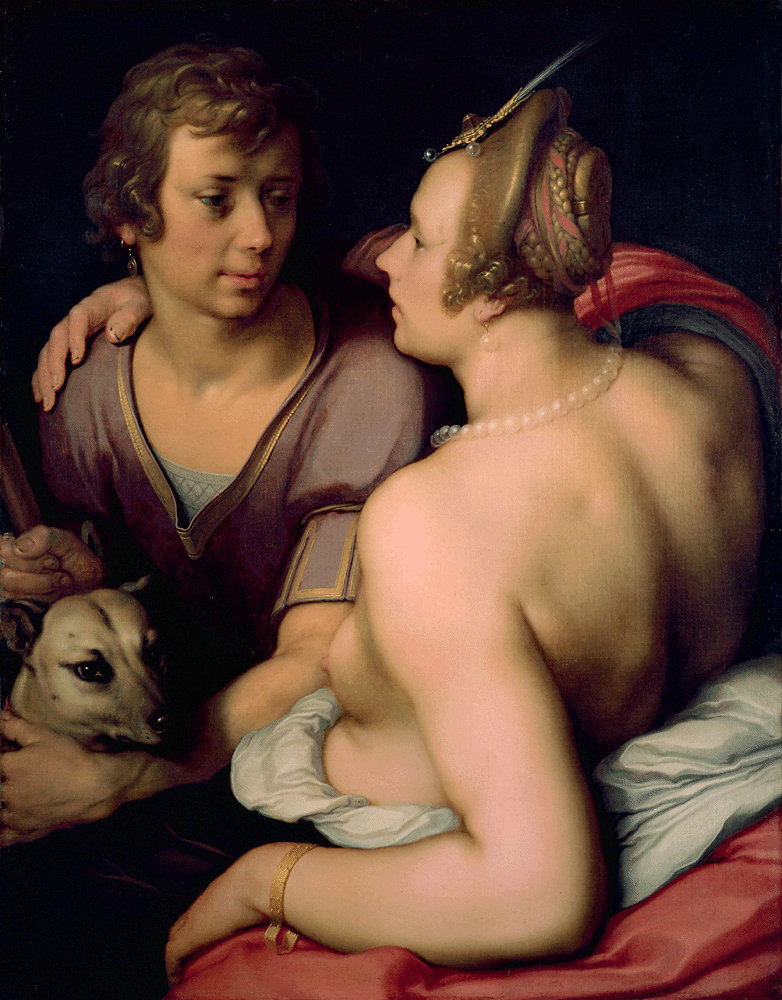
Wenus i Adonis (1614)
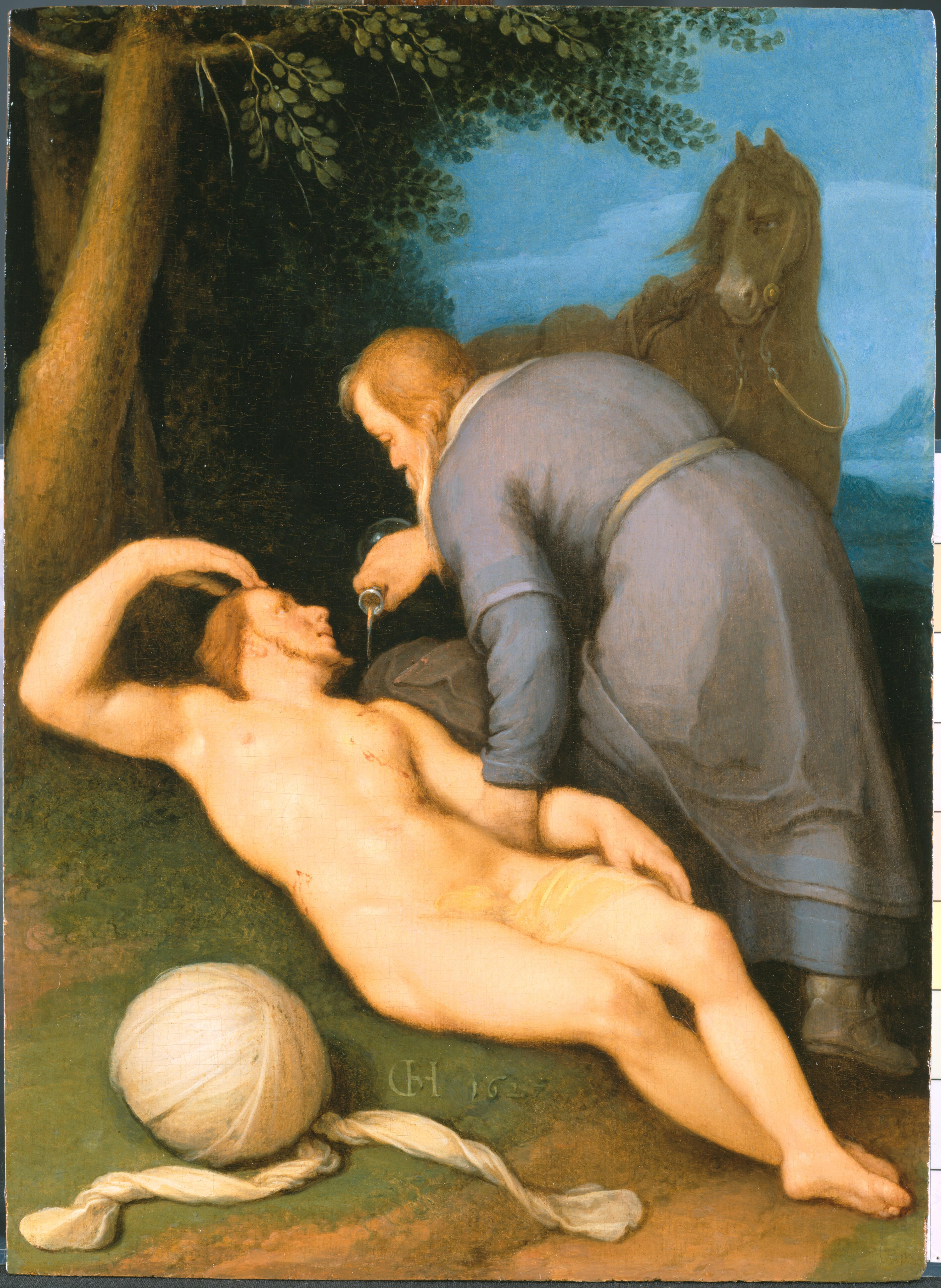
Dobry samarytanin (1627)